# Атбара
Атбара (на амхарски: የአትባራ ወንዝ, на арабски: نهر عطبرة – Бахър ал Асуад) е река в Етиопия и Судан, десен приток на Нил. Дължина 1120 km, площ на водосборния басейн около 69 000 km². Река Атбара води началото си под името Гоанг, на 1943 m н.в., от северната част на Етиопската планинска земя, северно от езерото Тана. В най-горното си течение тече в дълбока планинска долина през Етиопската планинска земя, а след излизането си от планините и навлизането си на суданска територия – през Суданското плато, предимно в северозападна посока. Влива се отдясно в река Нил, на 348 m н.в., в чертите на град Атбара. Основни притоци: леви – Гандуа; десни – Дадала, Ябис, Тейбар, Бахър ес Салам (Ангереб, 220 km), Сетит (Текезе, 608 km, най-голям приток). Средният годишен отток е 374 m³/s, а средният максимален – 1815 m³/s. По време на дъждовния период, от юли до ноември, Атбара внася в река Нил голямо количество вода. При ниски нива на водата, наблюдаващи се през по-голямата част от годината, много често реката пресъхва и водите ѝ не достигат до Нил. Водите на Атбара са много мътни и съдържат около 200 mg/l разтворени вещества. Мътността ѝ особено силно нараства по време на честите пясъчни бури в долното ѝ течение. На суданска територия при град Хашим ал Гирба е изграден голям язовир, който регулира оттока на реката.